# Ko Rentmeester (roeier)
Jakobus Willem ("Ko" of "Co") Rentmeester (Amsterdam, 28 februari 1936) is een voormalige Nederlandse roeier en fotograaf. Hij vertegenwoordigde Nederland eenmaal op de Olympische Spelen, maar won bij die gelegenheid geen medaille.
In 1960 maakt hij op 24-jarige leeftijd zijn olympisch debuut bij het roeien op de Olympische Spelen van Rome. Hij kwam met Peter Bakker uit op het onderdeel dubbel twee. De roeiwedstrijden vonden plaats op het meer van Albano. Via de eliminaties (6.48,22) en de herkansing (6.51,61) plaatsten ze zich voor de finale. Daar eindigden ze op een vijfde plaats met een tijd van 6.53,86. De wedstrijd werd gewonnen door het team van Tsjecho-Slowakije, dat in 6.47,50 over de finish kwam.
Rentmeester was in zijn actieve tijd aangesloten bij Willem III in Amsterdam. Hij werkte als fotograaf onder meer voor het Amerikaanse blad Life. Rentmeester won de World Press Photo 1967 met een foto die hij maakte tijdens de oorlog in Vietnam.

## Palmares

### roeien (dubbel twee)
- 1959:  EK Mâcon
- 1960: 5e OS - 6.53,86

Peter Bakker · 
Ko Rentmeester
- Gemeinsame Normdatei: 121853810
- International Standard Name Identifier: 0000 0000 7865 7644
- Nederlandse Thesaurus van Auteursnamen: 071688420
- PIC: 324095
- RKD-Nederlands Instituut voor Kunstgeschiedenis: 281649
- Union List of Artist Names: 500069205
- Virtual International Authority File: 59950718
- WorldCat: E39PBJy4bTWffW4K6CT9m7mTpP